# Urraca Garcés
Urraca Garcés (n. c. 940) fue una infanta del reino de Pamplona, condesa consorte de Castilla (959-970) y duquesa consorte de Gascuña.
Era hija de García Sánchez I de Pamplona y Andregoto Galíndez. Aparece en la documentación a partir de 953 cuando, junto con su padre, su abuela, Toda Aznárez de Pamplona y sus hermanos, Sancho y Ramiro, confirman al monasterio de San Martín de Albelda las villas de Bagibel. En 971 robora un privilegio de su hermano el rey Sancho al monasterio de San Millán de la Cogolla como Dompna Urraca, eisdem regis germana.

## Matrimonios y descendencia
Contrajo un primer matrimonio con el conde de Castilla Fernán González, viudo de su primera mujer Sancha de Pamplona, con quien tuvo a:
- Pedro Fernández.[2]

Casó en segundas nupcias con Guillermo Sánchez, duque de Gascuña y conde de Burdeos, con quien tuvo a los siguientes hijos:
- Bernardo Guillermo (m. c. 1009), duque de Gascuña y conde de Burdeos.
- Sancho Guillermo (m. c. 1032), quien sucedió a su hermano en el ducado de Vasconia y condado de Burdeos. Casó con Urraca Sánchez (fallecida el 12 de julio de 1041), hija del conde de Castilla Sancho García y la condesa Urraca Gómez.
- Brisca de Gascuña, casada con Guillermo V de Poitiers, conde de Poitiers y duque de Aquitania.